# Светски куп у алпском скијању 2015/16.
Педесета сезона Светског купа у алпском скијању почела је 24. октобра 2015. у Зелдену а завршена је 20. марта 2016. у Санкт Морицу. Марсел Хиршер је пети пут узастопно освојио титулу у укупном поретку, док је у женској конкуренцији најуспешнија била Лара Гут.

## Календар такмичења

### Легенда
| СП  | Спуст                |
| СВ  | Супервелеслалом      |
| ВС  | Велеслалом           |
| СЛ  | Слалом               |
| ПВС | Паралелни велеслалом |
| ПС  | Паралелни слалом     |
| К   | Алпска комбинација   |
| Е   | Екипно такмичење     |

### Мушкарци
| Датум              | Место               | Дисциплина | Победник                                                             | Другопласирани                                                       | Трећепласирани                                                       | Извор                                                                |
| ------------------ | ------------------- | ---------- | -------------------------------------------------------------------- | -------------------------------------------------------------------- | -------------------------------------------------------------------- | -------------------------------------------------------------------- |
| 25. октобар 2015.  | Зелден              | ВС         | Тед Лигети                                                           | Тома Фанара                                                          | Марсел Хиршер                                                        | [ 1 ]                                                                |
| 15. новембар 2015. | Леви                | СЛ         | Такмичење је отказано због топлог времена.                           | Такмичење је отказано због топлог времена.                           | Такмичење је отказано због топлог времена.                           | Такмичење је отказано због топлог времена.                           |
| 28. новембар 2015. | Лејк Луиз           | СП         | Аксел Лунд Свиндал                                                   | Петер Фил                                                            | Травис Ганонг                                                        | [ 2 ]                                                                |
| 29. новембар 2015  | Лејк Луиз           | СВ         | Аксел Лунд Свиндал                                                   | Матијас Мајер                                                        | Петер Фил                                                            | [ 3 ]                                                                |
| 4. децембар 2015.  | Бивер Крик          | СП         | Аксел Лунд Свиндал                                                   | Ћетил Јансруд                                                        | Гијермо Фајед                                                        | [ 4 ]                                                                |
| 5. децембар 2015.  | Бивер Крик          | СВ         | Марсел Хиршер                                                        | Тед Лигети                                                           | Ендру Вајбрект                                                       | [ 5 ]                                                                |
| 6. децембар 2015.  | Бивер Крик          | ВС         | Марсел Хиршер                                                        | Виктор Мифа Жанде                                                    | Хенрик Кристоферсен                                                  | [ 6 ]                                                                |
| 12. децембар 2015. | Вал д'Изер          | ВС         | Марсел Хиршер                                                        | Феликс Нојројтер                                                     | Виктор Мифа Жанде                                                    | [ 7 ]                                                                |
| 13. децембар 2015. | Вал д'Изер          | СЛ         | Хенрик Кристоферсен                                                  | Марсел Хиршер                                                        | Феликс Нојројтер                                                     | [ 8 ]                                                                |
| 18. децембар 2015. | Вал Гардена         | СВ         | Аксел Лунд Свиндал                                                   | Ћетил Јансруд                                                        | Александер Омот Килде                                                | [ 9 ]                                                                |
| 19. децембар 2015. | Вал Гардена         | СП         | Аксел Лунд Свиндал                                                   | Гијермо Фајед                                                        | Ћетил Јансруд                                                        | [ 10 ]                                                               |
| 20. децембар 2015. | Алта Бадија         | ВС         | Марсел Хиршер                                                        | Хенрик Кристоферсен                                                  | Виктор Мифа Жанде                                                    | [ 11 ]                                                               |
| 21. децембар 2015. | Алта Бадија         | ПВС        | Ћетил Јансруд                                                        | Аксел Лунд Свиндал                                                   | Андре Мирер                                                          | [ 12 ]                                                               |
| 22. децембар 2015. | Мадона ди Кампиљо   | СЛ         | Хенрик Кристоферсен                                                  | Марсел Хиршер                                                        | Марко Шварц                                                          | [ 13 ]                                                               |
| 29. децембар 2015. | Санта Катерина      | СП         | Адријан Тео                                                          | Ханес Рајхелт                                                        | Давид Поасон                                                         | [ 14 ]                                                               |
| 6. јануар 2016.    | Санта Катерина      | СЛ         | Марсел Хиршер                                                        | Хенрик Кристоферсен                                                  | Александар Хорошилови                                                | [ 15 ]                                                               |
| 3. јануар 2016.    | Загреб              | СЛ         | Отказано због топлог времена. Такмичење је одржано у Санта Катерини. | Отказано због топлог времена. Такмичење је одржано у Санта Катерини. | Отказано због топлог времена. Такмичење је одржано у Санта Катерини. | Отказано због топлог времена. Такмичење је одржано у Санта Катерини. |
| 9. јануар 2016.    | Аделбоден           | ВС         | Такмичење је отказано због густе магле и лошег времена.              | Такмичење је отказано због густе магле и лошег времена.              | Такмичење је отказано због густе магле и лошег времена.              | Такмичење је отказано због густе магле и лошег времена.              |
| 10. јануар 2016.   | Аделбоден           | СЛ         | Хенрик Кристоферсен                                                  | Марсел Хиршер                                                        | Александар Хорошилов                                                 | [ 16 ]                                                               |
| 15. јануар 2016.   | Венген              | К          | Ћетил Јансруд                                                        | Аксел Лунд Свиндал                                                   | Адријан Тео                                                          | [ 17 ]                                                               |
| 16. јануар 2016.   | Венген              | СП         | Аксел Лунд Свиндал                                                   | Ханес Рајхелт                                                        | Клаус Крел                                                           | [ 18 ]                                                               |
| 17. јануар 2016.   | Венген              | СЛ         | Хенрик Кристоферсен                                                  | Ђулијано Рацоли                                                      | Стефано Грос                                                         | [ 19 ]                                                               |
| 22. јануар 2016.   | Кицбил              | СВ         | Аксел Лунд Свиндал                                                   | Ендру Вајбрект                                                       | Ханес Рајхелт                                                        | [ 20 ]                                                               |
| 22. јануар 2016.   | Кицбил              | К          | Алекси Пентиро                                                       | Виктор Мифа Жанде                                                    | Тома Мермијо Блонден                                                 | [ 21 ]                                                               |
| 23. јануар 2016.   | Кицбил              | СП         | Петер Фил                                                            | Беат Фојц                                                            | Карло Јанка                                                          | [ 22 ]                                                               |
| 24. јануар 2016.   | Кицбил              | СЛ         | Хенрик Кристоферсен                                                  | Марсел Хиршер                                                        | Фриц Допфер                                                          | [ 23 ]                                                               |
| 26. јануар 2016.   | Шладминг            | СЛ         | Хенрик Кристоферсен                                                  | Марсел Хиршер                                                        | Александар Хорошилов                                                 | [ 24 ]                                                               |
| 30. јануар 2016.   | Гармиш-Партенкирхен | СП         | Александер Омот Килде                                                | Боштјан Клине                                                        | Беат Фојц                                                            | [ 25 ]                                                               |
| 31. јануар 2016.   | Гармиш-Партенкирхен | ВС         | Такмичење је отказано због густе магле и лошег времена.              | Такмичење је отказано због густе магле и лошег времена.              | Такмичење је отказано због густе магле и лошег времена.              | Такмичење је отказано због густе магле и лошег времена.              |
| 6. фебруар 2016.   | Џеонгсеон           | СП         | Ћетил Јансруд                                                        | Доминик Парис                                                        | Стивен Најман                                                        | [ 26 ]                                                               |
| 7. фебруар 2016.   | Џеонгсеон           | СВ         | Карло Јанка                                                          | Кристоф Инерхофер                                                    | Винсент Крихмајр                                                     | [ 27 ]                                                               |
| 13. фебруар 2016.  | Јузава Наеба        | ВС         | Алекси Пентиро                                                       | Матје Февр                                                           | Масимилијано Блардоне                                                | [ 28 ]                                                               |
| 14. фебруар 2016.  | Јузава Наеба        | СЛ         | Феликс Нојројтер                                                     | Андре Мирер                                                          | Марко Шварц                                                          | [ 29 ]                                                               |
| 19. фебруар 2016.  | Шамони              | К          | Алекси Пентиро                                                       | Доминик Парис                                                        | Тома Мермијо Блонден                                                 | [ 30 ]                                                               |
| 20. фебруар 2016.  | Шамони              | СП         | Доминик Парис                                                        | Стивен Најман                                                        | Беат Фојц                                                            | [ 31 ]                                                               |
| 23. фебруар 2016.  | Стокхолм            | ПС         | Марсел Хиршер                                                        | Андре Мирер                                                          | Стефано Грос                                                         | [ 32 ]                                                               |
| 26. фебруар 2016.  | Хинтерштодер        | ВС         | Алекси Пентиро                                                       | Марсел Хиршер                                                        | Тома Фанара                                                          | [ 33 ]                                                               |
| 27. фебруар 2016.  | Хинтерштодер        | СВ         | Александер Омот Килде                                                | Боштјан Клине                                                        | Марсел Хиршер                                                        | [ 34 ]                                                               |
| 28. фебруар 2016.  | Хинтерштодер        | ВС         | Алекси Пентиро                                                       | Марсел Хиршер                                                        | Хенрик Кристоферсен                                                  | [ 35 ]                                                               |
| 4. март 2016.      | Крањска Гора        | ВС         | Алекси Пентиро                                                       | Филип Шергхофер                                                      | Марсел Хиршер                                                        | [ 36 ]                                                               |
| 5. март 2016.      | Крањска Гора        | ВС         | Марсел Хиршер                                                        | Алекси Пентиро                                                       | Хенрик Кристоферсен                                                  | [ 37 ]                                                               |
| 6. март 2016.      | Крањска Гора        | СЛ         | Марсел Хиршер                                                        | Хенрик Кристоферсен                                                  | Стефано Грос                                                         | [ 38 ]                                                               |
| 12. март 2016.     | Квитфјел            | СП         | Доминик Парис                                                        | Валентен Жиро Моан                                                   | Стивен Најман                                                        | [ 39 ]                                                               |
| 13. март 2016.     | Квитфјел            | СВ         | Ћетил Јансруд                                                        | Винсент Крихмајр                                                     | Доминик Парис                                                        | [ 40 ]                                                               |
| 16. март 2016.     | Санкт Мориц         | СП         | Беат Фојц                                                            | Стивен Најман                                                        | Ерик Геј                                                             | [ 41 ]                                                               |
| 17. март 2016.     | Санкт Мориц         | СВ         | Беат Фојц                                                            | Александер Омот Килде Ћетил Јансруд                                  | -                                                                    | [ 42 ]                                                               |
| 19. март 2016.     | Санкт Мориц         | ВС         | Тома Фанара                                                          | Алекси Пентиро                                                       | Матје Февр                                                           | [ 43 ]                                                               |
| 20. март 2016.     | Санкт Мориц         | СЛ         | Андре Мирер                                                          | Марсел Хиршер                                                        | Себастијан Фос Солевог                                               | [ 44 ]                                                               |

### Жене
| Датум              | Место                  | Дисциплина | Победница                                                            | Другопласирана                                                       | Трећепласирана                                                       | Извор                                                                |
| ------------------ | ---------------------- | ---------- | -------------------------------------------------------------------- | -------------------------------------------------------------------- | -------------------------------------------------------------------- | -------------------------------------------------------------------- |
| 24. октобар 2015.  | Зелден                 | ВС         | Федерика Брињоне                                                     | Микејла Шифрин                                                       | Тина Вајратер                                                        | [ 45 ]                                                               |
| 14. новембар 2015. | Леви                   | СЛ         | Отказано због топлог времена. Такмичење је одржано у Аспену.         | Отказано због топлог времена. Такмичење је одржано у Аспену.         | Отказано због топлог времена. Такмичење је одржано у Аспену.         | Отказано због топлог времена. Такмичење је одржано у Аспену.         |
| 27. новембар 2015. | Аспен                  | ВС         | Лара Гут                                                             | Ева-Марија Брем                                                      | Федерика Брињоне                                                     | [ 47 ]                                                               |
| 28. новембар 2015. | Аспен                  | СЛ         | Микејла Шифрин                                                       | Вероника Веле Зузулова                                               | Фрида Хансдотер                                                      | [ 48 ]                                                               |
| 29. новембар 2015. | Аспен                  | СЛ         | Микејла Шифрин                                                       | Фрида Хансдотер                                                      | Шарка Страхова                                                       | [ 49 ]                                                               |
| 4. децембар 2015.  | Лејк Луиз              | СП         | Линдси Вон                                                           | Корнелија Хитер                                                      | Рамона Зибенхофер                                                    | [ 50 ]                                                               |
| 5. децембар 2015.  | Лејк Луиз              | СП         | Линдси Вон                                                           | Фабјен Сутер                                                         | Корнелија Хитер                                                      | [ 51 ]                                                               |
| 6. децембар 2015.  | Лејк Луиз              | СВ         | Линдси Вон                                                           | Тамара Типлер                                                        | Корнелија Хитер                                                      | [ 52 ]                                                               |
| 12. децембар 2015. | Оре                    | ВС         | Линдси Вон                                                           | Ева-Марија Брем                                                      | Федерика Брињоне                                                     | [ 53 ]                                                               |
| 13. децембар 2015. | Оре                    | СЛ         | Петра Влхова                                                         | Фрида Хансдотер                                                      | Нина Лесет                                                           | [ 54 ]                                                               |
| 18. децембар 2015. | Вал д'Изер             | К          | Лара Гут                                                             | Линдси Вон                                                           | Михаела Кирхгасер                                                    | [ 55 ]                                                               |
| 19. децембар 2015. | Вал д'Изер             | СП         | Лара Гут                                                             | Фабјен Сутер                                                         | Лариса Јуркју                                                        | [ 56 ]                                                               |
| 20. децембар 2015. | Куршевел               | ВС         | Ева-Марија Брем                                                      | Лара Гут Нина Лесет                                                  | -                                                                    | [ 57 ]                                                               |
| 28. децембар 2015. | Лијенц                 | ВС         | Лара Гут                                                             | Тина Вајратер                                                        | Викторија Ребензбург                                                 | [ 58 ]                                                               |
| 29. децембар 2015. | Лијенц                 | СЛ         | Фрида Хансдотер                                                      | Венди Холденер                                                       | Петра Влхова                                                         | [ 59 ]                                                               |
| 3. јануар 2016.    | Загреб                 | СЛ         | Отказано због топлог времена. Такмичење је одржано у Санта Катерини. | Отказано због топлог времена. Такмичење је одржано у Санта Катерини. | Отказано због топлог времена. Такмичење је одржано у Санта Катерини. | Отказано због топлог времена. Такмичење је одржано у Санта Катерини. |
| 5. јануар 2016.    | Санта Катерина         | СЛ         | Нина Лесет                                                           | Шарка Страхова                                                       | Вероника Веле Зузулова                                               | [ 60 ]                                                               |
| 9. јануар 2016.    | Санкт Антон ам Арлберг | СП         | Отказано због топлог времена. Такмичење је одржано у Алтенмаркту.    | Отказано због топлог времена. Такмичење је одржано у Алтенмаркту.    | Отказано због топлог времена. Такмичење је одржано у Алтенмаркту.    | Отказано због топлог времена. Такмичење је одржано у Алтенмаркту.    |
| 10. јануар 2016.   | Санкт Антон ам Арлберг | СВ         | Отказано због топлог времена. Такмичење је одржано у Алтенмаркту.    | Отказано због топлог времена. Такмичење је одржано у Алтенмаркту.    | Отказано због топлог времена. Такмичење је одржано у Алтенмаркту.    | Отказано због топлог времена. Такмичење је одржано у Алтенмаркту.    |
| 9. јануар 2016.    | Алтенмаркт-Цаухензе    | СП         | Линдси Вон                                                           | Лариса Јуркју                                                        | Корнелија Хитер                                                      | [ 61 ]                                                               |
| 10. јануар 2016.   | Алтенмаркт-Цаухензе    | СВ         | Линдси Вон                                                           | Лара Гут                                                             | Корнелија Хитер                                                      | [ 62 ]                                                               |
| 16. јануар 2016.   | Офтершванг             | ВС         | Отказано због недостатка снега; такмичење је одржано у Флахауу.      | Отказано због недостатка снега; такмичење је одржано у Флахауу.      | Отказано због недостатка снега; такмичење је одржано у Флахауу.      | Отказано због недостатка снега; такмичење је одржано у Флахауу.      |
| 17. јануар 2016.   | Офтершванг             | СЛ         | Отказано због недостатка снега; такмичење је одржано у Флахауу.      | Отказано због недостатка снега; такмичење је одржано у Флахауу.      | Отказано због недостатка снега; такмичење је одржано у Флахауу.      | Отказано због недостатка снега; такмичење је одржано у Флахауу.      |
| 12. јануар 2016.   | Флахау                 | СЛ         | Вероника Веле Зузулова                                               | Шарка Страхова                                                       | Фрида Хансдотер                                                      | [ 63 ]                                                               |
| 15. јануар 2016.   | Флахау                 | СЛ         | Вероника Веле Зузулова                                               | Фрида Хансдотер                                                      | Петра Влхова                                                         | [ 64 ]                                                               |
| 16. јануар 2016.   | Флахау                 | ВС         | Викторија Ребензбург                                                 | Ана Древ                                                             | Федерика Брињоне                                                     | [ 65 ]                                                               |
| 23. јануар 2016.   | Кортина д'Ампецо       | СП         | Линдси Вон                                                           | Лариса Јуркју                                                        | Лара Гут                                                             | [ 66 ]                                                               |
| 24. јануар 2016.   | Кортина д'Ампецо       | СВ         | Линдси Вон                                                           | Тина Вајратер                                                        | Викторија Ребензбург                                                 | [ 67 ]                                                               |
| 30. јануар 2016.   | Марибор                | ВС         | Викторија Ребензбург                                                 | Ана Древ                                                             | Тина Вајратер                                                        | [ 68 ]                                                               |
| 31. јануар 2016.   | Марибор                | СЛ         | Отказано због лошег времена. Такмичење је одржано у Кран Монтани.    | Отказано због лошег времена. Такмичење је одржано у Кран Монтани.    | Отказано због лошег времена. Такмичење је одржано у Кран Монтани.    | Отказано због лошег времена. Такмичење је одржано у Кран Монтани.    |
| 6. фебруар 2016.   | Гармиш-Партенкирхен    | СП         | Линдси Вон                                                           | Фабјен Сутер                                                         | Викторија Ребензбург                                                 | [ 69 ]                                                               |
| 7. фебруар 2016.   | Гармиш-Партенкирхен    | СВ         | Лара Гут                                                             | Викторија Ребензбург                                                 | Линдси Вон                                                           | [ 70 ]                                                               |
| 13. фебруар 2016.  | Кран Монтана           | СП         | Отказано због обилних падавина. Такмичење је одржано у Ла Тују.      | Отказано због обилних падавина. Такмичење је одржано у Ла Тују.      | Отказано због обилних падавина. Такмичење је одржано у Ла Тују.      | Отказано због обилних падавина. Такмичење је одржано у Ла Тују.      |
| 14. фебруар 2016.  | Кран Монтана           | К          | Отказано због обилних падавина.                                      | Отказано због обилних падавина.                                      | Отказано због обилних падавина.                                      | Отказано због обилних падавина.                                      |
| 15. фебруар 2016.  | Кран Монтана           | СЛ         | Микејла Шифрин                                                       | Настасија Ноенс                                                      | Мари-Мишел Гањо                                                      | [ 71 ]                                                               |
| 19. фебруар 2016.  | Ла Туј                 | СП         | Лара Гут                                                             | Корнелија Хитер                                                      | Надја Фанкини                                                        | [ 72 ]                                                               |
| 20. фебруар 2016.  | Ла Туј                 | СП         | Надја Фанкини                                                        | Линдси Вон                                                           | Данијела Меригети                                                    | [ 73 ]                                                               |
| 21. фебруар 2016.  | Ла Туј                 | СВ         | Тина Вајратер                                                        | Лара Гут                                                             | Линдси Вон                                                           | [ 74 ]                                                               |
| 23. фебруар 2016.  | Стокхолм               | ПС         | Венди Холденер                                                       | Фрида Хансдотер                                                      | Марија Пијетиле Холмнер                                              | [ 75 ]                                                               |
| 27. фебруар 2016.  | Солдеу                 | СВ         | Федерика Брињоне                                                     | Лорен Рос                                                            | Тамара Типлер                                                        | [ 76 ]                                                               |
| 28. фебруар 2016.  | Солдеу                 | К          | Мари-Мишел Гањо                                                      | Венди Холденер                                                       | Ан-Софи Барте                                                        | [ 77 ]                                                               |
| 5. март 2016.      | Јасна Пољана           | ВС         | Такмичење је због снажног ветра померено за 7. март                  | Такмичење је због снажног ветра померено за 7. март                  | Такмичење је због снажног ветра померено за 7. март                  | Такмичење је због снажног ветра померено за 7. март                  |
| 6. март 2016.      | Јасна Пољана           | СЛ         | Микејла Шифрин                                                       | Венди Холденер                                                       | Вероника Веле Зузулова                                               | [ 78 ]                                                               |
| 7. март 2016.      | Јасна Пољана           | ВС         | Ева-Марија Брем                                                      | Викторија Ребензбург                                                 | Федерика Брињоне                                                     | [ 79 ]                                                               |
| 12. март 2016.     | Ленцерхајде            | СВ         | Корнелија Хитер                                                      | Фабјен Сутер                                                         | Тамара Типлер                                                        | [ 80 ]                                                               |
| 13. март 2016.     | Ленцерхајде            | К          | Венди Холденер                                                       | Михаела Кирхгасер                                                    | Лара Гут                                                             | [ 81 ]                                                               |
| 16. март 2016.     | Санкт Мориц            | СП         | Мирјам Пухнер                                                        | Фабјен Сутер                                                         | Елена Куртони                                                        | [ 82 ]                                                               |
| 17. март 2016.     | Санкт Мориц            | СВ         | Тина Вајратер                                                        | Лара Гут                                                             | Корнелија Хитер                                                      | [ 83 ]                                                               |
| 19. март 2016.     | Санкт Мориц            | СЛ         | Микејла Шифрин                                                       | Вероника Веле Зузулова                                               | Фрида Хансдотер                                                      | [ 84 ]                                                               |
| 20. март 2016.     | Санкт Мориц            | ВС         | Викторија Ребензбург                                                 | Тајна Барио                                                          | Лара Гут                                                             | [ 85 ]                                                               |

### Екипно такмичење
| Датум          | Место       | Дисциплина | Победници                                                                                               | Другопласирани                                                                                               | Трећепласирани | Детаљи |
| 18. март 2016. | Санкт Мориц | Е          | Швајцарска · Мишел Гизин · Венди Холденер · Шарлот Шабл · Данијел Јуле · Жистен Миризје · Рето Шмидигер | Немачка · Кристина Гајгер · Лена Дир · Катрин Хиртл Штангасингер · Фриц Допфер · Штефан Луиц · Доминик Штеле | Шведска · Марија Пијетиле Холмнер · Ана Свен Ларсон · Фрида Хансдотер · Јенс Бигмарк · Андре Мирер · Матијас Харгин | [ 86 ] |

## Поредак – мушкарци
| Поз. | Такмичар            | Број бодова |
| ---- | ------------------- | ----------- |
| 1.   | Марсел Хиршер       | 1795        |
| 2.   | Хенрик Кристоферсен | 1298        |
| 3.   | Алекси Пентиро      | 1200        |
| 4.   | Ћетил Јансруд       | 1161        |
| 5.   | Аксел Лунд Свиндал  | 916         |

| Поз. | Такмичар           | Број бодова |
| ---- | ------------------ | ----------- |
| 1.   | Петер Фил          | 462         |
| 2.   | Аксел Лунд Свиндал | 436         |
| 3.   | Доминик Парис      | 432         |
| 4.   | Ћетил Јансруд      | 432         |
| 5.   | Беат Фојц          | 414         |

| Поз. | Такмичар              | Број бодова |
| ---- | --------------------- | ----------- |
| 1.   | Александер Омот Килде | 415         |
| 2.   | Ћетил Јансруд         | 375         |
| 3.   | Аксел Лунд Свиндал    | 310         |
| 4.   | Винсент Крихмајр      | 298         |
| 5.   | Карло Јанка           | 259         |

| Поз. | Такмичар            | Број бодова |
| ---- | ------------------- | ----------- |
| 1.   | Марсел Хиршер       | 766         |
| 2.   | Алекси Пентиро      | 690         |
| 3.   | Хенрик Кристоферсен | 487         |
| 4.   | Матје Февр          | 423         |
| 5.   | Виктор Мифа Жанде   | 405         |

| Поз. | Такмичар             | Број бодова |
| ---- | -------------------- | ----------- |
| 1.   | Хенрик Кристоферсен  | 811         |
| 2.   | Марсел Хиршер        | 780         |
| 3.   | Феликс Нојројтер     | 389         |
| 4.   | Андре Мирер          | 367         |
| 5.   | Александар Хорошилов | 358         |

| Поз. | Такмичар             | Број бодова |
| ---- | -------------------- | ----------- |
| 1.   | Алекси Пентиро       | 220         |
| 2.   | Тома Мермијо Блонден | 170         |
| 3.   | Ћетил Јансруд        | 165         |
| 4.   | Доминик Парис        | 161         |
| 5.   | Виктор Мифа Жанде    | 130         |

## Поредак – жене
| Поз. | Такмичарка           | Број бодова |
| ---- | -------------------- | ----------- |
| 1.   | Лара Гут             | 1522        |
| 2.   | Линдси Вон           | 1235        |
| 3.   | Викторија Ребензбург | 1147        |
| 4.   | Тина Вајратер        | 1016        |
| 5.   | Фрида Хансдотер      | 915         |

| Поз. | Такмичарка      | Број бодова |
| ---- | --------------- | ----------- |
| 1.   | Линдси Вон      | 580         |
| 2.   | Фабјен Сутер    | 463         |
| 3.   | Лариса Јуркју   | 407         |
| 4.   | Лара Гут        | 394         |
| 5.   | Корнелија Хитер | 387         |

| Поз. | Такмичарка           | Број бодова |
| ---- | -------------------- | ----------- |
| 1.   | Лара Гут             | 481         |
| 2.   | Тина Вајратер        | 436         |
| 3.   | Линдси Вон           | 420         |
| 4.   | Корнелија Хитер      | 400         |
| 5.   | Викторија Ребензбург | 293         |

| Поз. | Такмичарка           | Број бодова |
| ---- | -------------------- | ----------- |
| 1.   | Ева-Марија Брем      | 592         |
| 2.   | Викторија Ребензбург | 590         |
| 3.   | Лара Гут             | 472         |
| 4.   | Федерика Брињоне     | 425         |
| 5.   | Тина Вајратер        | 321         |

| Поз. | Такмичарка             | Број бодова |
| ---- | ---------------------- | ----------- |
| 1.   | Фрида Хансдотер        | 711         |
| 2.   | Вероника Веле Зузулова | 626         |
| 3.   | Венди Холденер         | 561         |
| 4.   | Микејла Шифрин         | 500         |
| 5.   | Шарка Страхова         | 493         |

| Поз. | Такмичарка        | Број бодова |
| ---- | ----------------- | ----------- |
| 1.   | Венди Холденер    | 198         |
| 2.   | Лара Гут          | 160         |
| 3.   | Михаела Кирхгасер | 153         |
| 4.   | Мари-Мишел Гањо   | 145         |
| 5.   | Линдси Вон        | 100         |
| 5.   | Ан-Софи Барте     | 100         |